# Lute song
Lute song là một hình thức âm nhạc vào cuối thời phục hưng đầu thời ba rốc, một người có thể vừa hát hoặc một người hát và một người đàn đệm, có thể có thêm một nhạc cụ đệm theo.
Lute song phát triển mạnh mẽ tại Anh, Pháp và Ý; xuất hiện nhiều phong cách khác nhau và với tên gọi khác nhau ở từng nơi. Ở Anh gọi là Ayre, ở Pháp gọi là Air de cour.

## Các nhà soạn nhạc nổi bật
- John Dowland
- Thomas Campion
- Vincenzo Galilei
- Luzzasco Luzzaschi